# 美旗
美旗（みはた）は、三重県名張市の東部に位置する地区。地区内には美旗古墳群といった史跡が残されている。地区内にある美旗市民センターの外観は前方後円墳をイメージした形をしている。

## 世帯数と人口
2019年（令和元年）12月1日現在の世帯数と人口は以下の通りである。
| 町名           | 世帯数    | 人口    |
| -------------- | --------- | ------- |
| 新田           | 519世帯   | 1,204人 |
| 美旗中村       | 276世帯   | 465人   |
| 東田原         | 723世帯   | 1,499人 |
| 上小波田       | 62世帯    | 156人   |
| 下小波田       | 70世帯    | 173人   |
| 西原町         | 197世帯   | 418人   |
| 南古山         | 36世帯    | 88人    |
| 美旗町中1番    | 340世帯   | 765人   |
| 美旗町中2番    | 256世帯   | 567人   |
| 美旗町中3番    | 321世帯   | 761人   |
| 美旗町池の台東 | 210世帯   | 498人   |
| 美旗町池の台西 | 152世帯   | 376人   |
| 美旗町南西原   | 281世帯   | 653人   |
| 美旗町藤が丘   | 180世帯   | 455人   |
| 計             | 3,623世帯 | 8,078人 |

## 文化・史跡
- 新田用水路（新田）
- 美波多神社（新田）
- 初午祭（新田）
- 火縄作り（上小波田）[4]
- 観阿弥創座の地（小波田）[5]
- どんど焼き（美旗中村ほか）
- 美旗古墳群（美旗町中1番ほか）

## 地域

### 交通
- 美旗駅
  - 美旗新田駅（廃駅） 西原駅（廃駅）
- 国道165号
- 国道368号
- 初瀬街道

### 学校
- 名張市立美旗小学校
- 名張市立北中学校
- 三重県立特別支援学校伊賀つばさ学園

### 保育園
- みはた虹の丘こども園
- 西田原保育園